# Jezioro Kromszewskie
Jezioro Kromszewskie – jezioro w woj. kujawsko-pomorskim, w powiecie włocławskim, w gminie Chodecz, leżące na terenie Pojezierza Kujawskiego. Nad brzegami jeziora położone są wsie Bogołomia i Kromszewice.

## Hydronimia

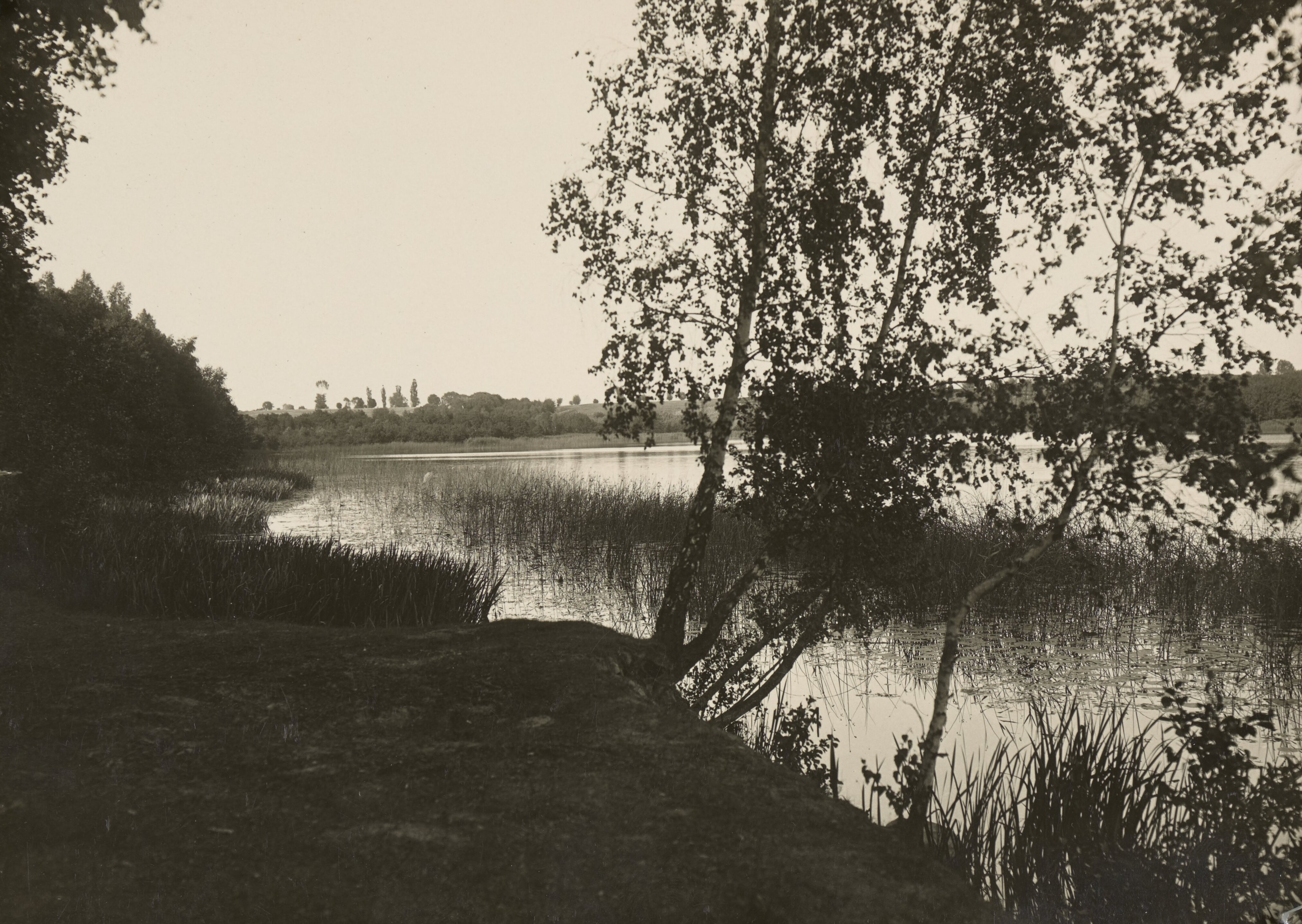
Widok jeziora przed 1939

Jezioro pojawia się w źródłach w 1930 jako J. Kromszewickie. Państwowy rejestr nazw geograficznych jako nazwę zestandaryzowaną akwenu podaje Jezioro Kromszewskie, wymieniając nazwę oboczną Jezioro Kromszewickie.

## Morfometria
Według danych Instytutu Rybactwa Śródlądowego powierzchnia zwierciadła wody jeziora wynosi 89,2 ha, natomiast A. Choiński, poprzez planimetrowanie na mapach 1:50 000, określił wielkość jeziora na 85 ha. Jeziorna jednolita część wód powierzchniowych ma powierzchnię 93 ha.
Średnia głębokość zbiornika wodnego to 8,6 m, a maksymalna – 16,7 m. Objętość jeziora wynosi 7693,3 tys. m³. Maksymalna długość jeziora to 2250 m, a szerokość 500 m. Długość linii brzegowej wynosi 5900 m.
Według Atlasu jezior Polski (red. J. Jańczak, 1997) lustro wody znajduje się na wysokości 106,3 m n.p.m., natomiast według numerycznego modelu terenu udostępnionego przez Geoportal lustro wody znajduje się na wysokości 106,4 m n.p.m.
Według Mapy Podziału Hydrograficznego Polski leży na terenie zlewni szóstego poziomu Zlewnia jez. Kromszewskiego. Identyfikator MPHP to 278611. Kilkaset metrów na zachód od jeziora znajduje się źródło rzeki Noteć.

## Zagospodarowanie
W systemie gospodarki wodnej jezioro tworzy jednolitą część wód o kodzie PLLW20042. Administratorem wód jeziora jest Regionalny Zarząd Gospodarki Wodnej w Warszawie. Utworzył on obwód rybacki, który obejmuje między innymi wody jezior Chodeckiego i Kromszewickiego (Obwód rybacki jeziora Kromszewickiego w zlewni rzeki Chodeczka nr 2). Gospodarkę rybacką na jeziorze prowadzi Gospodarstwo Rybackie Włocławek.

## Czystość wód i ochrona środowiska
W 2000 roku oceniono, że wody jeziora mieściły się w III klasie czystości. Badania z 2020 roku zaliczyły wody jeziora do wód o umiarkowanym stanie ekologicznym, co odpowiada III klasie jakości. Wskaźnikiem, który zadecydował o trzeciej klasie, był stan makrozoobentosu, ichtiofauny i fitobentosu, podczas gdy stan fitoplanktonu oceniono jako dobry. W tym samym roku stan chemiczny wód określono jako poniżej dobrego, a elementami przekraczającym normę była zawartość PBDE i heptachloru w tkankach ryb. Przeźroczystość wód została określona na 2,2 metra.
Jezioro nie jest objęte żadną formą ochrony przyrody.